# Else Flebbe
Else Flebbe war eine deutsche Eiskunstläuferin.

## Werdegang
Bei den Deutschen Meisterschaften im Eiskunstlauf gewann sie 1924 in Berlin zusammen mit Rudolf Eilers die Goldmedaille. Bei den Olympischen Winterspielen 1928 in St. Moritz trat sie im Einzel an und belegte den 15. Rang.